# Sandra Kim

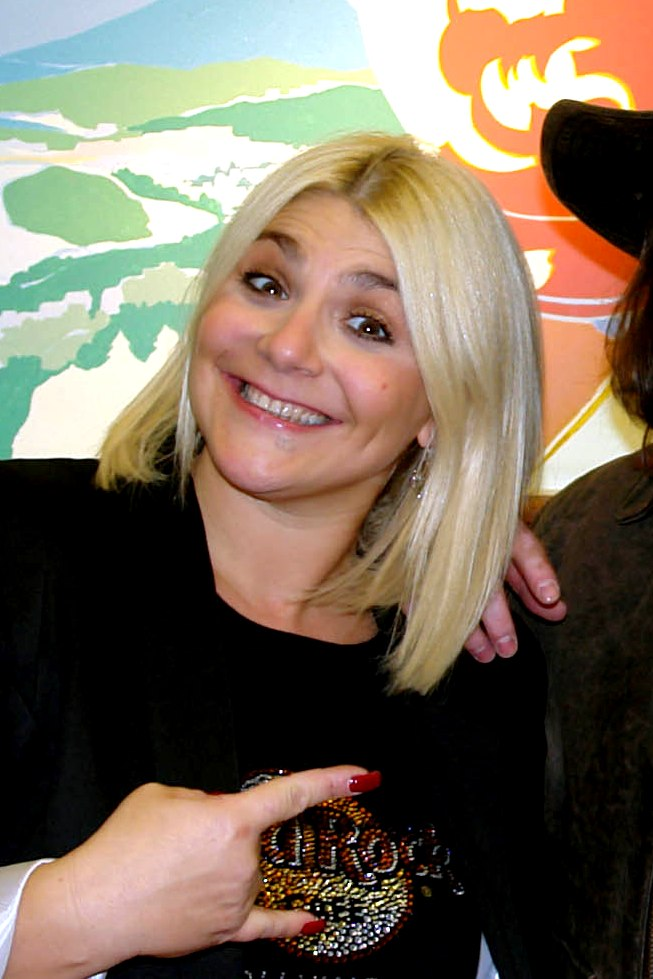
Sandra Kim (2012)

Sandra Kim (* 15. Oktober 1972 in Saint-Nicolas-Montegnée, Belgien; eigentlich Sandra Caldarone) ist eine belgische Sängerin italienischer Abstammung. Mit 13 Jahren gewann sie den Eurovision Song Contest 1986 in Norwegen mit dem Lied J’aime la vie. Dies war der bisher einzige Sieg für Belgien bei diesem Wettbewerb.

## Leben
Sandra Kims Talent wurde entdeckt, als sie mit elf Jahren an einem Gesangswettbewerb in Tilleur teilnahm. Als Sängerin für die Gruppe Musiclub trat sie mit dem Lied Ami-Ami beim Wettbewerb L’ambrogino d’oro in Mailand auf. Ein halbes Jahr später wurde sie für Belgien als Teilnehmerin für den Eurovision Song Contest 1986 ausgewählt.
Zum Zeitpunkt ihres Sieges beim Contest war sie erst 13 Jahre alt, obwohl sie im Liedtext von J’aime la vie („Ich liebe das Leben“) davon singt, „erst 15 zu sein“, und ihr Geburtsjahr zunächst mit 1970 angegeben hatte. Kim war die bisher jüngste Siegerin des Wettbewerbs. Keine nationale Jury ließ sie ohne Punkt. Die zweitplatzierte Schweiz witterte die Chance, den Sieg doch noch zu holen, und legte (erfolglos) Widerspruch gegen die Wertung ein. Erst 1990 wurde das Mindestalter der Teilnehmer auf 16 Jahre festgelegt. Auf der in Deutschland verkauften Single von J’aime la vie befindet sich auf der B-Seite die englische Version Crazy Of Life. J’aime la vie konnte sich europaweit in den Charts platzieren und verkaufte sich rund anderthalb Millionen Mal.
In den folgenden Jahren nahm Kim sowohl Platten auf Französisch als auch auf Niederländisch auf. Mit Ami-Ami, Tokyo Boy (1986), Sorry, Laurence (1987), Souviens-toi (1988), Bel me, schrijf me (1989, mit Luc Steeno) und Door veel van mij te houden (1997, mit Frank Galan) hatte sie eine Reihe weiterer Erfolge in Belgien.
Beim Eurovision Song Contest 1987 überreichte sie in Brüssel zusammen mit Viktor Lazlo dem irischen Sänger Johnny Logan den Preis für den Sieg. Ebenfalls um diese Zeit entstand das Lied Hymne à la vie, das vor allem als Soundtrack zur Fernsehserie Es war einmal … das Leben bekannt wurde. Später arbeitete Kim auch als Moderatorin im belgischen Fernsehen.
Im März 2018 erschien ihre Autobiografie Sandra Kim: Had ik het geweten. In gesprek met Claude Rappé. Im November 2020 gewann Kim die belgische Ausgabe von The Masked Singer. Einen Monat später hatte sie mit Who Are You (De Koningin) ihren ersten Hit in den belgischen Charts seit 1998.
Im Mai 2021 trat Kim mit J’aime la vie im Rahmenprogramm des Finals des Eurovision Song Contest 2021 auf einem Hochhaus auf.

## Privat
Sandra Kims 1994 geschlossene Ehe mit ihrem Jugendfreund wurde 1995 wieder geschieden. Seit 2001 ist sie erneut verheiratet.

## Trivia
1986 veröffentlichte das aus Elvis Peeters und Fred Angst bestehende belgische Rockmusikduo De Bange Konijnen (deutsch „Die Angsthasen“) ein satirisches Lied mit dem Titel Shit, ik ben verliefd op Sandra Kim („Scheiße, ich bin verliebt in Sandra Kim“), das wegen seines anzüglichen Textes und der Erwähnung des damaligen belgischen Premierministers Wilfried Martens Aufsehen erregte (Zitat: „Lekker stuk van veertien jaar, / Heel Europa viel voor haar. / Voor de beeldbuis kwam men klaar, / Zelfs premier Martens deed het maar.“ Deutsch etwa: „Hübsches Ding von vierzehn Jahren, / Ganz Europa fiel ihr zu Füßen. / Vor dem Bildschirm hatte man Orgasmen, / sogar Premier Martens tat es.“).

## Diskografie

### Studioalben
| Jahr | Titel         | Höchstplatzierung, Gesamtwochen, AuszeichnungChartplatzierungen (Jahr, Titel, Platzierungen, Wochen, Auszeichnungen, Anmerkungen) | Höchstplatzierung, Gesamtwochen, AuszeichnungChartplatzierungen (Jahr, Titel, Platzierungen, Wochen, Auszeichnungen, Anmerkungen) | Höchstplatzierung, Gesamtwochen, AuszeichnungChartplatzierungen (Jahr, Titel, Platzierungen, Wochen, Auszeichnungen, Anmerkungen) | Höchstplatzierung, Gesamtwochen, AuszeichnungChartplatzierungen (Jahr, Titel, Platzierungen, Wochen, Auszeichnungen, Anmerkungen) | Anmerkungen                                    |
| Jahr | Titel         | DE | AT | CH | BE | Anmerkungen                                    |
| ---- | ------------- | --- | --- | --- | --- | ---------------------------------------------- |
| 1997 | Onvergetelijk | — | — | — | BE9 (16 Wo.)BE | Erstveröffentlichung: Mai 1997 mit Frank Galan |

Weitere Alben
- 1986: J’aime la vie
- 1988: Bien dans ma peau
- 1991: Balance tout / Met open ogen
- 1993: Les Sixties
- 1994: Best Of
- 1997: Het beste van
- 1998: Heel diep in mijn hart
- 2011: Make Up

### Singles
| Jahr | Titel Album                               | Höchstplatzierung, Gesamtwochen, AuszeichnungChartplatzierungen (Jahr, Titel, Album, Platzierungen, Wochen, Auszeichnungen, Anmerkungen) | Höchstplatzierung, Gesamtwochen, AuszeichnungChartplatzierungen (Jahr, Titel, Album, Platzierungen, Wochen, Auszeichnungen, Anmerkungen) | Höchstplatzierung, Gesamtwochen, AuszeichnungChartplatzierungen (Jahr, Titel, Album, Platzierungen, Wochen, Auszeichnungen, Anmerkungen) | Höchstplatzierung, Gesamtwochen, AuszeichnungChartplatzierungen (Jahr, Titel, Album, Platzierungen, Wochen, Auszeichnungen, Anmerkungen) | Höchstplatzierung, Gesamtwochen, AuszeichnungChartplatzierungen (Jahr, Titel, Album, Platzierungen, Wochen, Auszeichnungen, Anmerkungen) | Anmerkungen                                        | [↑]: gemeinsam behandelt mit vorhergehendem Eintrag; [←]: in beiden Charts platziert |
| Jahr | Titel Album                               | DE | AT | CH | BEF | BEW | Anmerkungen                                        |                                                                                      |
| ---- | ----------------------------------------- | --- | --- | --- | --- | --- | -------------------------------------------------- | ------------------------------------------------------------------------------------ |
| 1986 | J’aime la vie                             | DE50 (6 Wo.)DE | AT6 (12 Wo.)AT | CH29 (2 Wo.)CH | BEF1 (16 Wo.)BEF [BEW: ←] | BEF1 (16 Wo.)BEF [BEW: ←] | Erstveröffentlichung: Mai 1986                     |                                                                                      |
| 1986 | Ami-Ami –                                 | — | — | — | BEF14 (6 Wo.)BEF [BEW: ←] | BEF14 (6 Wo.)BEF [BEW: ←] | Erstveröffentlichung: Juli 1986                    |                                                                                      |
| 1986 | Tokyo Boy J’aime la vie                   | — | — | — | BEF5 (13 Wo.)BEF [BEW: ←] | BEF5 (13 Wo.)BEF [BEW: ←] | Erstveröffentlichung: November 1986                |                                                                                      |
| 1987 | Sorry J’aime la vie                       | — | — | — | BEF16 (7 Wo.)BEF [BEW: ←] | BEF16 (7 Wo.)BEF [BEW: ←] | Erstveröffentlichung: März 1987                    |                                                                                      |
| 1987 | Laurence J’aime la vie                    | — | — | — | BEF28 (4 Wo.)BEF [BEW: ←] | BEF28 (4 Wo.)BEF [BEW: ←] | Erstveröffentlichung: August 1987                  |                                                                                      |
| 1988 | Souviens-toi Bien dans ma peau            | — | — | — | BEF18 (5 Wo.)BEF [BEW: ←] | BEF18 (5 Wo.)BEF [BEW: ←] | Erstveröffentlichung: Januar 1988                  |                                                                                      |
| 1989 | Malagueña –                               | — | — | — | BEF50 (1 Wo.)BEF [BEW: ←] | BEF50 (1 Wo.)BEF [BEW: ←] | Erstveröffentlichung: September 1989               |                                                                                      |
| 1989 | Bel me, schrijf me Met Open Ogen          | — | — | — | BEF15 (11 Wo.)BEF [BEW: ←] | BEF15 (11 Wo.)BEF [BEW: ←] | Erstveröffentlichung: Dezember 1989 mit Luc Steeno |                                                                                      |
| 1990 | Dans, dans, dans Met Open Ogen            | — | — | — | BEF48 (1 Wo.)BEF [BEW: ←] | BEF48 (1 Wo.)BEF [BEW: ←] | Erstveröffentlichung: Juni 1990                    |                                                                                      |
| 1991 | Hou me vast Met Open Ogen                 | — | — | — | BEF43 (6 Wo.)BEF [BEW: ←] | BEF43 (6 Wo.)BEF [BEW: ←] | Erstveröffentlichung: März 1991                    |                                                                                      |
| 1991 | Nee laat mij nooit alleen Met Open Ogen   | — | — | — | BEF45 (6 Wo.)BEF [BEW: ←] | BEF45 (6 Wo.)BEF [BEW: ←] | Erstveröffentlichung: August 1991                  |                                                                                      |
| 1997 | Door veel van mij te houden Onvergetelijk | — | — | — | BEF3 Gold · (18 Wo.)BEF | — | Erstveröffentlichung: Februar 1997 mit Frank Galan |                                                                                      |
| 1997 | Mijn lieveling Onvergetelijk              | — | — | — | BEF47 (2 Wo.)BEF | — | Erstveröffentlichung: Juli 1997 mit Frank Galan    |                                                                                      |
| 1998 | Heel diep in mijn hart                    | — | — | — | BEF47 (1 Wo.)BEF | — | Erstveröffentlichung: Juni 1998                    |                                                                                      |
| 2020 | Who Are You (De Koningin) –               | — | — | — | BEF47 (1 Wo.)BEF | — | Erstveröffentlichung: 27. November 2020            |                                                                                      |